# Dalton James
Dalton James (19 de marzo de 1971) es un actor estadounidense nacido en Sacramento, California.
Ha participado en series de televisión estadounidenses como Beverly Hills, 90210, personificando a Mark Reese, y en películas como My Father the Hero, siendo también recordado por su papel en la popular serie MacGyver como Sean A. "Sam" Malloy, quien aparece como hijo del protagonista en el capítulo final de ésta.

## Filmografía parcial
- El hombre de California (1992).
- Mi padre, ¡qué ligue! (1993).
- La profesora (1997).
- Secuestro por accidente (1999).